# سونگکران
سونگکران (به تایلندی: สงกรานต์) جشن سال نو تایلندی است در آوریل هر سال برگزار می‌شود. واژه Songkran در زبان تایلندی به معنی حرکت کردن و تغییر مکان است و علت نامگذاری آن حرکت خورشید در منطقه البروج است. در این روز همچنین جشن آب برگزار می‌شود که در واقع شروع فصل باران بوده و به باور مردم تایلند، این آب بداقبالی را از آن‌ها شسته و دور می‌کند. این سنت در جامعه تایلندی بسیار باارزش است. در روز جشن اعضای خانواده دور هم جمع می‌شوند تا احترام خود را به بزرگترها با ریختن آب خوشبو بر روی دست‌های آن‌ها نشان دهند و در مقابل از دعای آن‌ها برای خوش بختی و سعادت برخوردار شوند. در بعد از ظهر این روز پس از ادای احترام به بودا و شستن آن، همه مردم از پیر و جوان به یکدیگر آب می‌پاشند. معروف‌ترین جشن آب، در ایالت چیانگ مای در شمال تایلند برگزار می‌شود که مردم زیادی در این روزها از مناطق مختلف کشور برای شرکت در این جشن به چیانگ مای می‌روند.
مردم در روز اول جشن سونگکران که روز ملی سالمندان است مراسم خاصی را برگزار می کنند و در آن افراد جوان آبی خوشبو را به نشانه فروتنی بر روی کف دست سالمندان می ریزند و از آن ها می خواهند که برای خوشبختی آن ها دعا کنند.روز دوم سونگکران روز ملی خانواده است. خانواده ها صبح زود از خواب بیدار شده و به رهبران مذهبی خود صدقه می دهند و بقیه روز را در کنار خانواده های خود می گذرانند. مراسم مذهبی مهم در سونگکران شستن مجسمه های مذهبی با آب های خوشبو است.برعکس چیزی که شما در سونگکران شاهد آن هستید، مردم تایلند فقط برای شادی و تفریح آب را روی همدیگر نمی پاشند. دلیل واقعی آب بازی، شستن همه بدشانسی های سال گذشته است و با این کار با یک شروع تازه به استقبال سال جدید می روند. به طور سنتی، آن ها خیلی مودبانه یک کاسه آب را روی اعضای خانواده، دوستان نزدیک و همسایه های خود می ریختند اما الان به سونگکران به شکل یک آب بازی خیلی شاد نگاه می شود و  کاسه آب جای خود را به سطل ها و شلنگ های آب داده است.قبل از این که در تایلند روز سال نوی بین المللی در سال ۱۹۴۰ به تصویب برسد، سونگکران بر اساس تقویم شمسی محاسبه می شد و زمان آن هر سال فرق می کرد اما الان هر سال از ۱۳ تا ۱۵ آوریل (۲۴ تا ۲۶ فروردین) برگزار می شود و بسته به اینکه در کجای این کشور باشید ممکن است مدت این جشن متفاوت باشد.برای جشن به منطقه سیلوم بانکوک بروید.شاید شلوغ ترین جای بانکوک در هنگام جشن سونگکران منطقه سیلوم بانکوک باشد. هزاران نفر از جوانان تایلندی در خیابان ۵ کیلومتری پت پونگ جمع می شوند و هر چیزی که با آن بتوانند آب بپاشند را همراه خود می  آورند، برای آن ها آب بازی در  گرمای ۴۰ درجه خورشید بسیار لذت بخش است.
1. ↑  «جشن سونگکران».